# الكسندر روسو
الكسندر روسو (بالبرتغالية: Alexander Russo‏) هو عداء سريع برازيلي، ولد في 26 يوليو 1994.

## وصلات خارجية
- الكسندر روسو على موقع الاتحاد الدولي لألعاب القوى (الإنجليزية)
- الكسندر روسو على موقع أوليمبيديا (الإنجليزية)
- الكسندر روسو على موقع اللجنة الأولمبية البرازيلية (البرتغالية)